# Hassan Fathy
Hassan Fathy (23. března 1900, Alexandrie – 30. listopadu 1989, Káhira) byl architekt pocházející z Egypta, jeho matka byla z Turecka, otec Egypťan.

## Stručná životní data
- 1900 narozen v Alexandrii
- 1926 absolvent Cairo University, obor architektura
- 1928 základní škola Talkha, první zaznamenaný projekt po ukončení studií
- 1938 Hayat Villa, pro známého umělce Hayat Mohamed
- 1940–41 Rural Hospitals, postaven pomocí nubijské konstrukční techniky kterou Fathy objevil v Horním Egyptě
- 1946 New Gourna, Luxor, objednaný Egyptským památkovým ústavem za účelem vyřešení problému vykrádání hrobek v Údolí králů
- 1950 mešita, Paňdžáb, Indie
- 1957 vesnice Harraniya, Imbaba
- 1957 ubytování pro arabské uprchlíky
- 1967 vesnice New Bariz, Kharga
- 1971 Mausoleum Gamála Abd an-Násira
- 1971 Fathy House – vlastní dům
- 1973 Chicagský tisk vydává Architecture for the Poor (variace na Francouzské Architecture with the People)
- 1980 vesnice Dar Al-Islam, Abiquiu, Nové Mexiko
- 1980 cena Aga Khan za architekturu
- 1984 medaile od Union of International Architects
- 1989 umírá

## Dílo

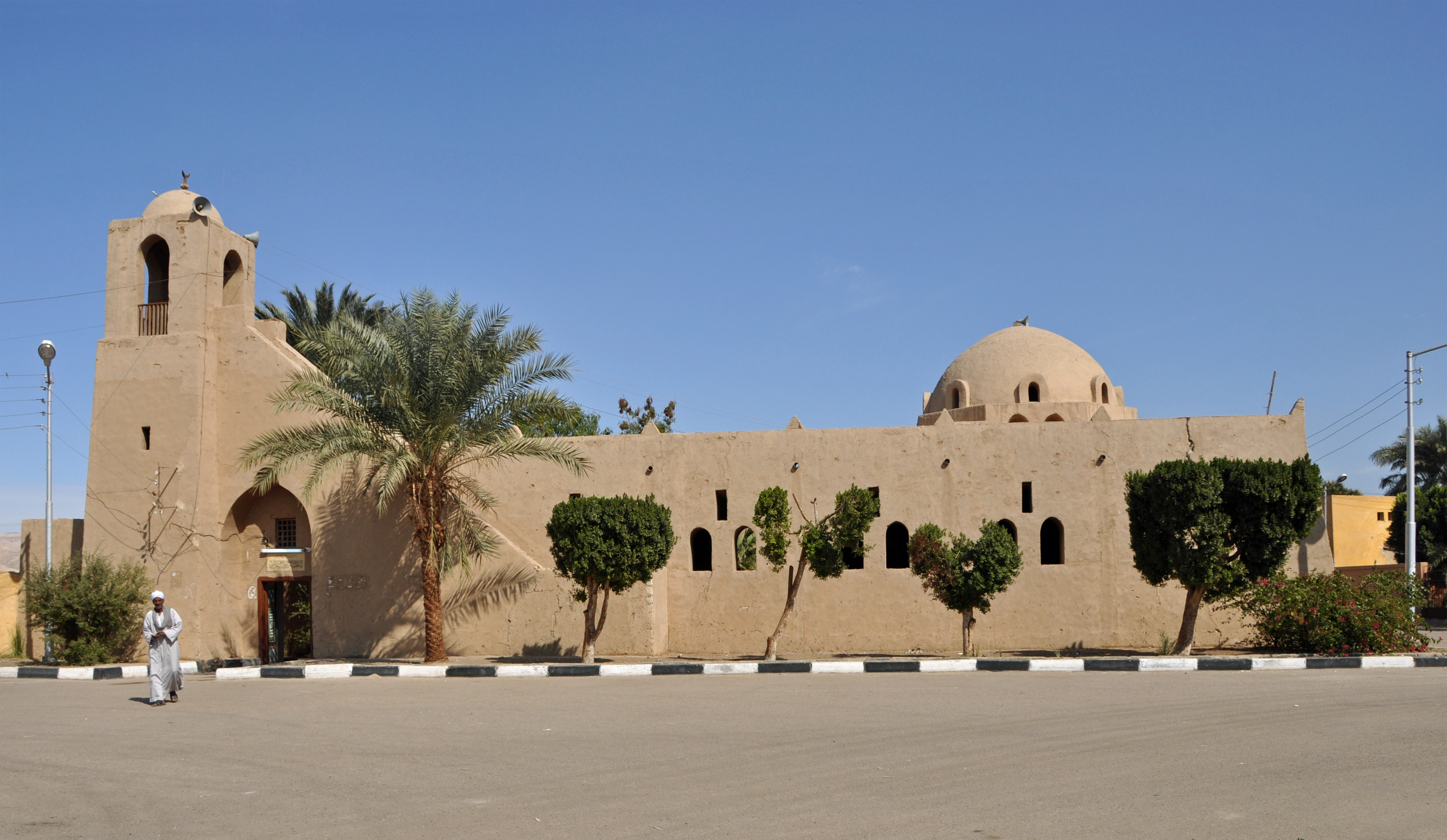
Mešita v New Gourna

Ve své architektuře Hassan Fathy respektoval tradice a dbal na lidské potřeby. Pro mladé architekty své doby představoval jakousi formu vzdoru, pro něj to byl způsob vyjádření se k vývoji světa, sám se přirovnával k Donu Quijotovi (bojujícím s větrnými mlýny). Říkal, že za každých okolností lze uzpůsobit myšlenku, postup, tak aby architektura sloužila lidem. V době rozmachu průmyslu se zdálo že bojuje proti novým technologiím. Ve skutečnosti pouze zastával myšlenku, že nová technologie má smysl pouze dokud je užitečná – dnes bychom nejspíš řekli přiměřeně technizovaný postup. Průmysl jako uspokojování mas mu byl nepříjemný také proto, že upřednostňoval osobní přístup (masy nejsou jen spousty nul – dva milióny, sto miliónů..) Proslavil se také svou knihou Architecture for the Poor.
Architekt Ahmed Hamed o něm říká: "Dnes se průmysloví činitelé z celého světa ohlížejí na to, co stvořili. Člověk vysál ozón; oni se snaží pochopit proč, jak, aby se ujistili že to nepokračuje. Průmysl jde dnes ruku v ruce s kulturou – a kultura není jen cosi neužitečného, i když vzácného – je to důležité vědecké dědictví které by mělo být k dispozici pro lepší zítřky. Byl to Hassan Fathy, kdo ve čtyřicátých a na začátku padesátých let inicioval tento způsob smýšlení."
Hassan Fathy pracoval se systémy zachycování vzduchu a s jeho prouděním vůbec. Využíval materiály recyklované a materiály dostupné v lokalitě stavby a zároveň co nejméně energeticky náročné řešení. Dvůr, prvek, který mu byl kritiky vyčítán a který tak hojně využíval, se nám teď již nejeví jako mrhání prostorem.
Jeho pohled na svět je svým způsobem romantický. Vyzdvihuje dvě hodnoty – citlivost a uvědomění: architektura je odpovědná – a tedy se hluboce týká prostředí ve kterém vzniká, smyslu místa a umění rytmu, harmonie a proporcí.